# Conmebol
CONMEBOL (spanska: Confederación Sudamericana de Fútbol; portugisiska: Confederação Sul-Americana de Futebol) eller CSF är den sydamerikanska fotbollskonfederationen, grundad 19 juli 1916 av uruguayanen Héctor Rivadavia Gómez, och är därmed världens äldsta världsdelsförbund för fotboll.

## Historia
CONMEBOL bildades i samband med en turnering i Buenos Aires i Argentina år 1916, av representanter från Argentina, Brasilien, Chile och Uruguay. Grundandet ägde rum på 100-årsdagen av Agentinas självständighet, den 9 juli samma år som Copa América.
Resterande länder blev medlemmar Paraguay (1921), Peru (1925), Bolivia (1926), Ecuador (1927), Colombia (1936) och Venezuela (1952). Guyana, Surinam och Franska Guyana valde att spela för Concacaf.
Förbundet har numer sitt huvudkontor i Paraguays huvudstad Asunción, närmare bestämt i förorten Luque.

## Medlemsländer
| Kod | Nation    | Nationellt förbund                 | Landslag    | Landslag     | Grundad           | Medlemskap | Medlemskap |
| Kod | Nation    | Nationellt förbund                 | Damlandslag | Herrlandslag | Grundad           | Fifa       | CONMEBOL   |
| --- | --------- | ---------------------------------- | ----------- | ------------ | ----------------- | ---------- | ---------- |
| ARG | Argentina | Asociación del Fútbol Argentino    | Argentina   | Argentina    | 21 februari 1893  | 1912       | 19161      |
| BOL | Bolivia   | Federación Boliviana de Fútbol     | Bolivia     | Bolivia      | 12 september 1925 | 1926       | 1926       |
| BRA | Brasilien | Confederação Brasileira de Futebol | Brasilien   | Brasilien    | 8 juni 1914       | 1923       | 19161      |
| CHI | Chile     | Federación de Fútbol de Chile      | Chile       | Chile        | 19 juni 1895      | 1913       | 19161      |
| COL | Colombia  | Federación Colombiana de Fútbol    | Colombia    | Colombia     | 12 oktober 1924   | 1936       | 1936       |
| ECU | Ecuador   | Federación Ecuatoriana de Fútbol   | Ecuador     | Ecuador      | 30 maj 1925       | 1926       | 1927       |
| PAR | Paraguay  | Asociación Paraguaya de Fútbol     | Paraguay    | Paraguay     | 18 juni 1906      | 1925       | 19161      |
| PER | Peru      | Federación Peruana de Fútbol       | Peru        | Peru         | 23 augusti 1922   | 1924       | 1925       |
| URU | Uruguay   | Asociación Uruguaya de Fútbol      | Uruguay     | Uruguay      | 30 mars 1900      | 1923       | 19161      |
| VEN | Venezuela | Federación Venezolana de Fútbol    | Venezuela   | Venezuela    | 19 januari 1926   | 1952       | 1952       |

1 Nationen var med och grundande CONMEBOL.

## Medlemsländernas resultat i VM
| Nation    | Guld | Silver | Brons | Slutspel |
| --------- | ---- | ------ | ----- | -------- |
| Brasilien | 5    | 2      | 2     | 21       |
| Argentina | 3    | 3      | 0     | 17       |
| Uruguay   | 2    | 0      | 0     | 13       |
| Chile     | 0    | 0      | 1     | 9        |
| Paraguay  | 0    | 0      | 0     | 8        |
| Colombia  | 0    | 0      | 0     | 6        |
| Peru      | 0    | 0      | 0     | 5        |
| Bolivia   | 0    | 0      | 0     | 3        |
| Ecuador   | 0    | 0      | 0     | 3        |
| Venezuela | 0    | 0      | 0     | 0        |
| Totalt    | 9    | 5      | 3     | –        |

1. ↑  Vinnare av världsmästerskapen 1958, 1962, 1970, 1994 och 2002
2. ↑  Vinnare av världsmästerskapen 1978, 1986 och 2022
3. ↑  Vinnare av världsmästerskapen 1930 och 1950

## CONMEBOL:s presidenter

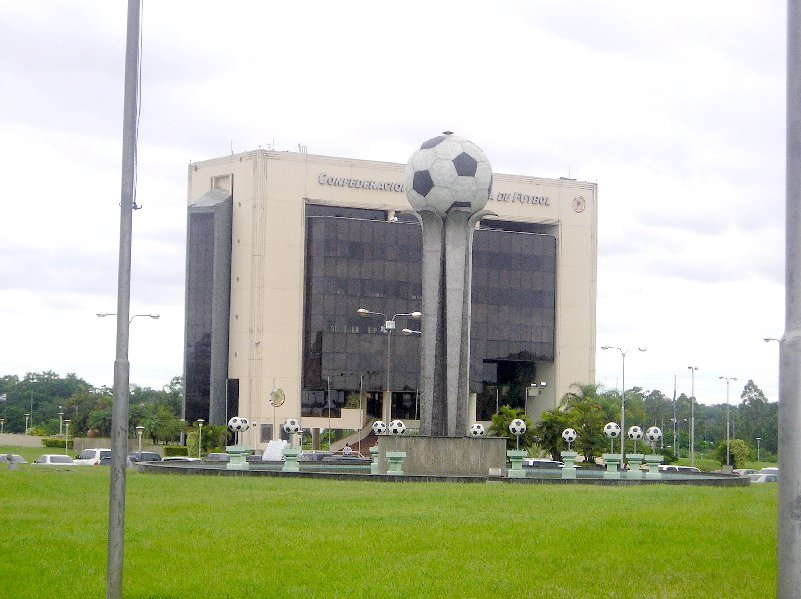
CONEMBOL:s högkvarter i Paraguay

|     | Namn                       | Nationalitet | Tidsperiod             |
| --- | -------------------------- | ------------ | ---------------------- |
| 1.  | Héctor Rivadavia Gómez     | Uruguay      | 1916–1936              |
| 2.  | Luis O. Salesi             | Argentina    | 1936–1939              |
| 3.  | Luis Valenzuela Hermosilla | Chile        | 1939–1955              |
| 4.  | Carlos Dittborn            | Chile        | 1955–1957              |
| 5.  | José Ramos de Freitas      | Brasilien    | 1957–1959              |
| 6.  | Fermín Sorhueta            | Uruguay      | 1959–1961              |
| 7.  | Raúl H. Colombo            | Argentina    | 1961–1966              |
| 8.  | Teófilo Salinas Fuller     | Peru         | 1966–1986              |
| 9.  | Nicolás Leoz               | Paraguay     | 1986–2013              |
| 10. | Eugenio Figueredo          | Uruguay      | 2013–2014              |
| 11. | Juan Ángel Napout          | Paraguay     | 2014–2015              |
| 12. | Wilmar Valdez              | Uruguay      | 2015–2016 (ad interim) |
| 13. | Alejandro Domínguez        | Paraguay     | 2016–                  |

## Turneringar arrangerade av CONMEBOL

### Landslagsturneringar
| Herrar - Fotboll - Copa América (sedan 1916) – seniormästerskap - Sydamerikanska U20-mästerskapet i fotboll (sedan 1954) – U-20 turnering - Sydamerikanska U17-mästerskapet i fotboll (sedan 1985) – U-17 turnering - Sydamerikanska U15-mästerskapet i fotboll – U-15 turnering - Kvalspelet till världsmästerskapet i fotboll - Futsal - Copa América i futsal - Sydamerikanska U20-mästerskapet i futsal – U-20 turnering - Strandfotboll - Kvalspelet till världsmästerskapet i strandfotboll | Damer - Fotboll - Copa América Femenina – seniormästerskap - Sydamerikanska U20-mästerskapet i fotboll för damer (sedan 2004) – U-20 turnering - Sydamerikanska U17-mästerskapet i fotboll för flickor – U-17 turnering - Futsal - Sydamerikanska mästerskapet i futsal för damer – seniormästerskap |

### Turneringar för klubbar
- Copa Libertadores de América (sedan 1960) Största turnering för klubblag i Sydamerika
- Copa Sudamericana
- Recopa Sudamericana